# Pandanus sermollianus
Pandanus sermollianus är en enhjärtbladig växtart som beskrevs av Martin Wilhelm Callmander och Buerki. Pandanus sermollianus ingår i släktet Pandanus och familjen Pandanaceae.
Artens utbredningsområde är Madagaskar. Inga underarter finns listade.